# Tractat dels Pirineus

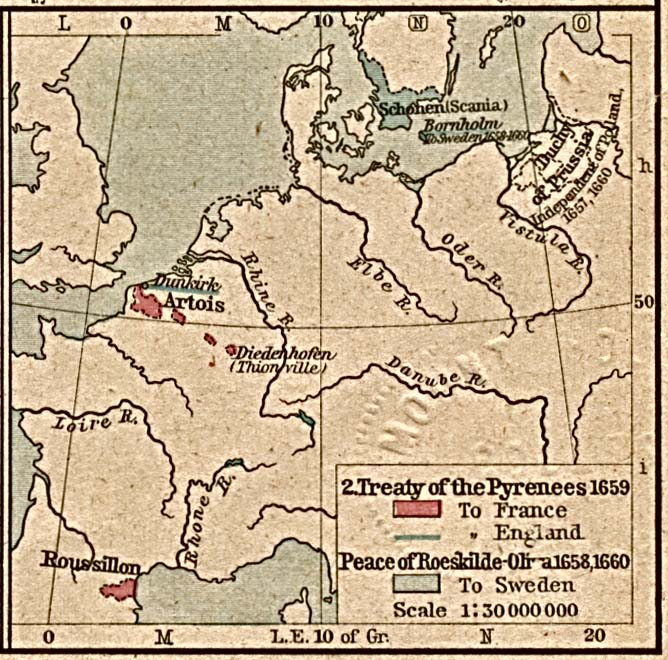
Efectes geopolítics del Tractat dels Pirineus

El Tractat dels Pirineus (o Pau dels Pirineus) va ser signat el 7 de novembre del 1659 per part dels representants de Felip IV de Castella i III d'Aragó, Luis Méndez de Haro i Pedro Coloma, i els de Lluís XIV de França, Cardenal Mazzarino i Hugues de Lionne, a l'illa dels Faisans del riu Bidasoa, als límits del País Basc del Nord, tot posant fi al litigi de la Guerra dels Trenta Anys. Una de les conseqüències d'aquest tractat va ser la cessió a França del comtat del Rosselló i part del de Cerdanya.
Felip IV va negociar aquest tractat sense consultar les Corts Catalanes ni els afectats. De fet, els ho va amagar oficialment fins a les Corts de Barcelona de 1701-1702, tot i que va ser públic i notori des de 1660, tal com consta al Dietari de la Generalitat, on la Diputació va haver de fer una ambaixada al virrei per a «donar-li l'enhorabona de la feliç nova de l'ajustament de les paus entre Espanya i França». Els territoris afectats van conspirar durant anys per tornar a unir-se al Principat de Catalunya i les autoritats catalanes també es van resistir a acceptar la partició, que no va poder fer-se efectiva fins al 1720.
El territori català es dividia així en contra de la voluntat de les institucions catalanes, contra el Jurament per les Illes, pel qual les terres de l'antic Regne de Mallorca no podien separar-se de les de la Corona Catalana, per la voluntat de la monarquia hispànica de cedir els territoris del nord de Catalunya a canvi de mantenir les possessions a Flandes. A diferència de Gibraltar o Menorca, cedides a Anglaterra el 1713 pel Tractat d'Utrecht, cap govern espanyol ha demanat la restitució dels territoris nord-catalans cedits en el Tractat dels Pirineus. Hi ha hagut dues excepcions: la primera fou l'any 1812 amb la incorporació de Catalunya a l'Imperi Francès de Napoleó Bonaparte, el qual va restituir la Catalunya Nord dins de la demarcació dels Pirineus Orientals, i pel que fa a la segona, el dictador Francisco Franco sembla que va intentar pressionar Adolf Hitler durant l'entrevista d'Hendaia del 23 d'octubre de 1940 per aconseguir que aquest obligués al Mariscal Pétain a tornar el Rosselló i l'Alta Cerdanya a Espanya.
Sovint es considera el Tractat dels Pirineus com a part dels Tractats de Westfàlia, dels quals es considera una conseqüència.

## Antecedents
França va entrar a la Guerra dels Trenta Anys després de les victòries espanyoles contra els revoltats neerlandesos, el 1620, i contra els suecs a Nördlingen, el 1634. El 1640, França va començar a interferir en la política espanyola, posicionant-se a favor de Catalunya en la Guerra dels Segadors, mentre que Espanya donava suport a la Guerra de la Fronda el 1648. En les negociacions de la Pau de Westfàlia, el 1648, França va guanyar els territoris d'Alsàcia i la Lorena i va tallar l'accés d'Espanya a la república de les Set Províncies Unides des dels Països Baixos austríacs. Tot això va portar a la guerra oberta entre França i Espanya.
Després de 10 anys de guerra, França, aliada amb Anglaterra, va guanyar la batalla de les Dunes, el 1658, i es va signar la pau el 1659.

## Negociacions

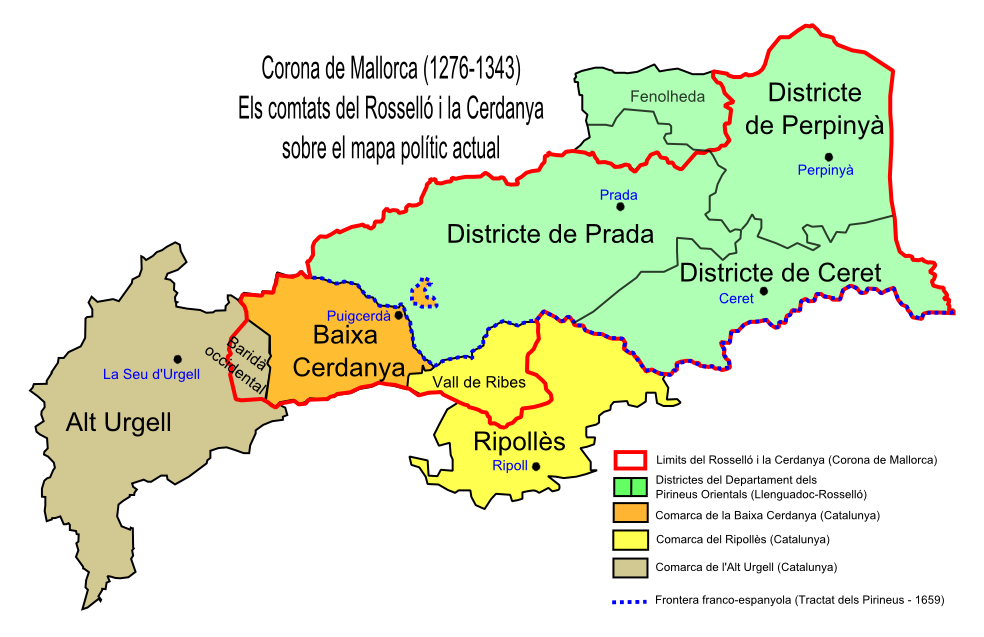
La divisió dels antics comtats del Rosselló i la Cerdanya entre les monarquies hispànica i francesa, sobre un mapa polític actual

En les negociacions per a delimitar la frontera, Luis de Haro, nebot del comte-duc d'Olivares i representant de Felip IV, va intentar de conservar els comtats del Rosselló i de Cerdanya dins de la corona. Els negociadors francesos van presentar una línia fronterera molt favorable als seus interessos, mentre que els representants castellans, ignorants de les característiques i costums d'aquests territoris i de la il·legalitat de la separació (Jurament per les Illes), van estimar-se més defensar les posicions a Flandes abans que salvaguardar la unitat territorial del Principat.
El fet que els hàbils negociadors triats per Lluís XIV, el cardenal Mazzarino, Pèire de Marca, Bernat Plessis de Besançon i Ramon de Trobat, fossin grans coneixedors de les terres i la història de Catalunya, al contrari que els triats pel monarca espanyol, que negociava d'esquena al Govern català, va influir molt negativament en els resultats del tractat per a Espanya. Com indica en una carta que encara es conserva, Mazzarino defensava en parlant de Monts, j'ay fait expliquer que ce sont ceux qui separent de toutte ancianneté des Gaules d'avec les Espagnes, que els Pirineus separaven les Gàl·lies de les Espanyes des de l'antiguitat, hàbil vaguetat que alimentava la vanitat hispànica àvida de construir la seva història, però que portà a successius problemes de definició que s'hagueren de resoldre en altres tants tractats.
El tractat va establir que, al comtat de Cerdanya, serien cedits trenta-tres pobles a França. Aquests serien definits l'any 1660 a la conferència de Ceret i al definitiu Tractat de Llívia, pel qual es va delimitar definitivament la nova frontera entre els territoris de les dues corones i on els negociadors de Felip IV van aconseguir retenir Llívia amb l'argument que era una vila i no un poble.
En total, la corona francesa va guanyar els territoris del comtat del Rosselló (que incloïa el Vallespir, el Conflent i el Capcir) i mitja Cerdanya, Artois, Luxemburg i Flandes. La frontera amb la corona espanyola es va fixar seguint només en part els Pirineus, excepte en l'enclavament de Llívia, i tota la part nord-catalana, si s'hagués seguit la serralada dels Pirineus més al nord, per les Corberes, no hauria passat a l'estat francès. Els francesos van retornar a Espanya el comtat del Charolais —en el Franc Comtat— i les conquestes d'Itàlia.
El tractat també preveia el casament de Lluís XIV de França i Maria Teresa d'Àustria, filla de Felip IV de Castella. Maria Teresa va haver de renunciar als seus drets successoris al tron d'Espanya a canvi d'una compensació econòmica que havia de formar part del dot. Aquesta compensació no es va pagar mai i fou un dels factors que van portar a la Guerra de Successió Espanyola, el 1702.

## Conseqüències per a Catalunya

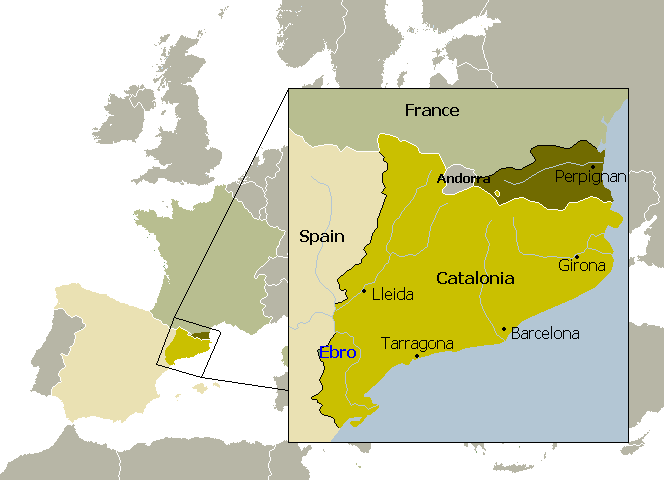
Partició de Catalunya el 1659

Catalunya era una peça molt important en el tauler d'escacs de la política internacional des de la revolta dels Segadors, i havia demostrat a bastament la seva capacitat de desestabilitzar la monarquia hispànica. Catalunya va tenir la desgràcia de ser la frontissa entre les dues grans potències de l'època i el Tractat dels Pirineus va ser el preu del càstig que el rei hispànic Felip IV va imposar a Catalunya per la Revolució de 1640.
Els territoris de la Catalunya del Nord annexionats a França pel tractat (el Rosselló, el Conflent, el Vallespir, mitja Cerdanya i el Capcir) han romàs sota domini francès des d'aleshores.
El Tractat incloïa conservar vigents les institucions catalanes al nord dels Pirineus, però aquesta part no va ser respectada pel rei francès Lluís XIV. Un any després del Tractat van ser dissoltes les institucions catalanes (Generalitat, cònsols, etc.) malgrat que el mateix tractat preveia conservar-les.
El reial decret francès del 2 d'abril del 1700, amb data d'aplicació de l'1 de maig del mateix any, va prohibir l'ús de la llengua catalana en els actes oficials de qualsevol tipus. Des d'aleshores, el francès continua essent l'única llengua oficial, i l'única que es fa servir en l'ensenyament públic. Recentment, l'Estat francès ha modificat la seva constitució afegint al seu article 2 la langue de la République est le français. Aquest article es fa servir sovint per negar subvencions a moviments culturals o cívics en català, o per refusar la presència del català en l'administració.
Després del Tractat dels Pirineus hi hagué els següents anys de guerra: 1667-1668, 1673-1678, 1680-1684, 1689-1697. En tots aquests períodes el Tractat dels Pirineus fou paper mullat. La Cerdanya mateix passà d'unes mans a unes altres en nombroses ocasions.
A la Cerdanya, fins al 1802 la frontera eclesiàstica tampoc no es corresponia amb la frontera administrativa: del bisbat d'Urgell en depenien tots els pobles de la Cerdanya.

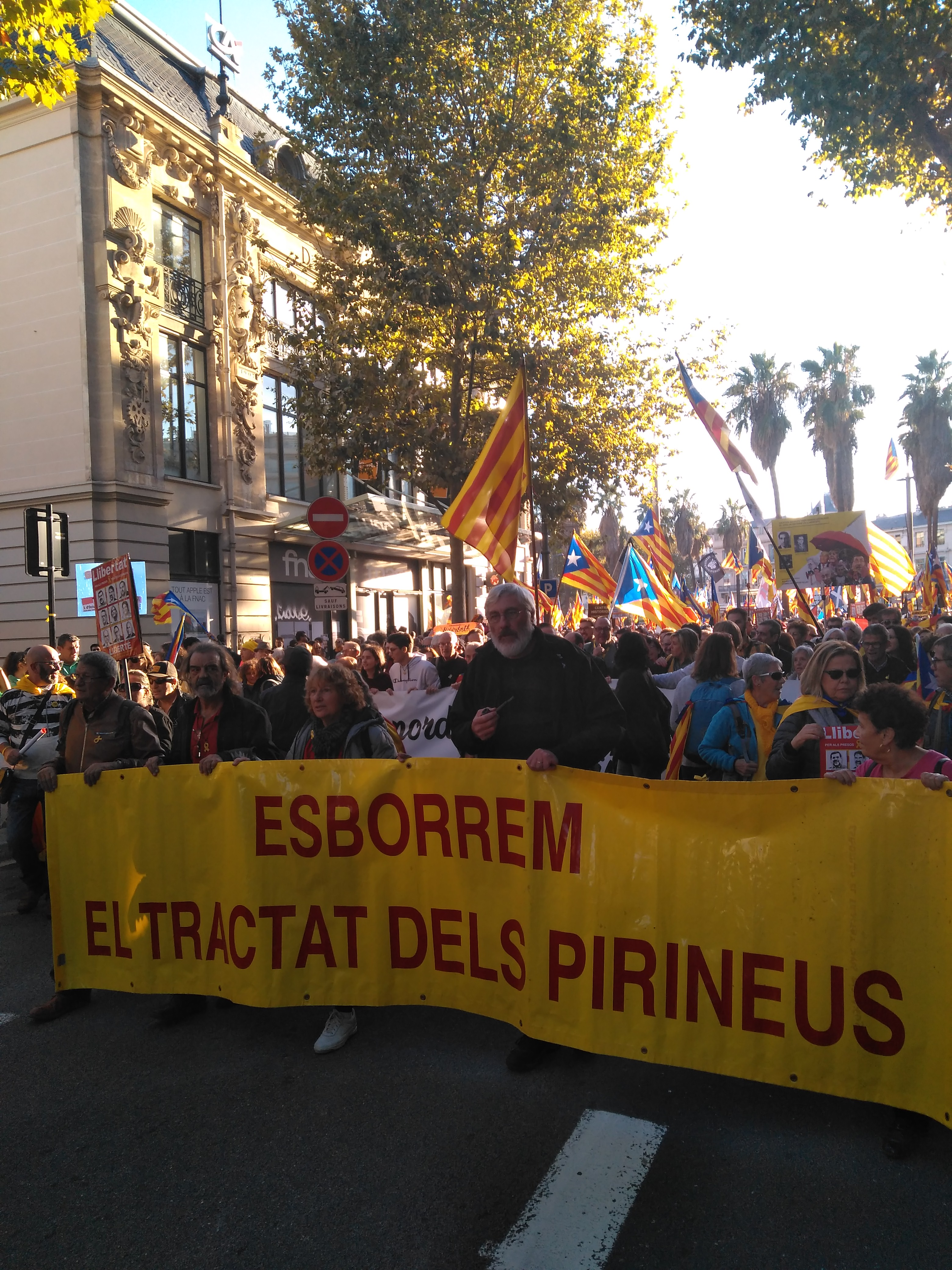
Manifestació a Perpinyà el dia 10 de novembre de 2018

L'activisme dels anys 1960 i 1970 va possibilitar el naixement de projectes diversos com la Bressola, Ràdio Arrels, les Escoles Arrels o la Federació per la Defensa de la Llengua i la Cultura Catalanes el 1980. En paral·lel, Independentistes dels Països Catalans va engegar campanyes de divulgació de la història nord-catalana que mai no s'ha explicat a les escoles. L'any 1984 es va crear per primera vegada el Comitè 7 de novembre que organitza, el cap de setmana més proper al 7 de novembre, cada any la Diada de la Catalunya Nord a la ciutat de Perpinyà, la data escollida pel poble català per a manifestar-se a favor de la catalanitat i de la llengua amb el lema històric «Esborrem el Tractat dels Pirineus».

## Extracte
| « | Habiéndose convenido en la negociación que comenzó en Madrid el año 1656, sobre cuyo fundamento se va este tratado, que los montes Pirineos, que comunemente han sido siempre tenidos por división de las Españas y de las Galias, sean de aquí en adelante también la división de los mismos reinos. | » |

Article 42: 
| « | Ha sido convenido y acordado que el Sr. Rey Chr. quedará posseyendo y gozará efectivamente de todo el condado y veguerias del Rosellón, y del condado y veguería del Conflent, y al Sr. Rey católico ha de quedar el condado de Cerdaña y todo el principado de Cataluña (...); bien entendido que si se hallasen algunos lugares de dicho condado y veguería de Conflent solamente, y no del Rosellón, que estén dentro de dichos montes Pirineos, de la parte de España, quedará a su magestad católica; como también si se hayasen algunos lugares y vegueria de Cerdaña solamente, y no de Cataluña que estén dentro de dichos montes, de la parte de Francia, quedarán a su Magestad chris. | » |

Traducció:
| « | «S'havia convingut en la negociació que començà a Madrid l'any 1656, sobre qual fonament hi va aquest tractat, que les muntanyes del Pirineu, que comunament han sigut sempre preses com a divisió entre les Espanyes i les Gàl·lies, siguen d'aquí ençà també la divisió dels mateixos regnes». Article 42: «Ha sigut convingut i acordat que el Sr. Rei Chr. quedarà en possessió i gaudirà efectivament de tot el comtat i vegueria del Rosselló, i del comtat i vegueria del Conflent, i al Sr. Rei catòlic ha de quedar el comtat de Cerdanya i tot el principat de Catalunya (...); ben entès que si s'hi trobaren alguns llocs de l'esmentat comtat i vegueria de Conflent solament, i no del Rosselló, que estigueren dins de les esmentades muntanyes del Pirineu, de la part d'Espanya, quedarà a sa Majestat catòlica; com també si s'hi trobaren alguns llocs i vegueria de Cerdanya solament, i no de Catalunya, que estigueren dins de les esmentades muntanyes, de la part de França, quedaran a sa Magestat chris». | » |

## Llívia
La vila de Llívia és un enclavament espanyol a França des del Tractat dels Pirineus, i del Tractat de Llívia del 1660, a causa del títol de vila concedit l'any 1528, per l'emperador Carles V.